# Tjun Tjun
Tjun Tjun  (* 4. Oktober 1952 in Cirebon als Liang Chunsheng, chinesisch 梁春生) ist ein ehemaliger indonesischer Badmintonspieler. Er war einer der bedeutendsten Doppelspieler in dieser Sportart in den 1970er Jahren. Liang Qiuxia ist seine Schwester.

## Karriere
Nach Turniersiegen in der Saison 1972/1973 in Dänemark und Deutschland trumpfte Tjun Tjun 1974 groß auf. Er gewann die Asienspiele mit Johan Wahjudi im Herrendoppel, die All England und zwei Titel bei den Denmark Open.
1973, 1976 und 1979 siegte er mit dem indonesischen Team im Thomas Cup. Bei der 1. Badminton-Weltmeisterschaft 1977 wurde Tjun Tjun Weltmeister im Herrendoppel, einmal mehr mit Johan Wahjudi.

## Erfolge
| Saison    | Veranstaltung     | Disziplin    | Platz | Name                      |
| --------- | ----------------- | ------------ | ----- | ------------------------- |
| 1972/1973 | Denmark Open      | Herrendoppel | 1     | Tjun Tjun / Johan Wahjudi |
| 1972/1973 | German Open       | Herrendoppel | 1     | Tjun Tjun / Johan Wahjudi |
| 1973      | All England       | Herreneinzel | 3     | Tjun Tjun                 |
| 1973      | All England       | Herrendoppel | 2     | Tjun Tjun / Wahjudi       |
| 1973/1974 | Denmark Open      | Herrendoppel | 1     | Tjun Tjun / Johan Wahjudi |
| 1974      | Asienspiele       | Herrendoppel | 1     | Tjun Tjun / Johan Wahjudi |
| 1974      | All England       | Herrendoppel | 1     | Tjun Tjun / Johan Wahjudi |
| 1974/1975 | Denmark Open      | Mixed        | 1     | Tjun Tjun / Regina Masli  |
| 1974/1975 | Denmark Open      | Herrendoppel | 1     | Tjun Tjun / Johan Wahjudi |
| 1975      | All England       | Herrendoppel | 1     | Tjun Tjun / Johan Wahjudi |
| 1976      | All England       | Herrendoppel | 3     | Tjun Tjun / Johan Wahjudi |
| 1977      | Swedish Open      | Herrendoppel | 1     | Ade Chandra / Tjun Tjun   |
| 1977      | Weltmeisterschaft | Herrendoppel | 1     | Tjun Tjun / Johan Wahjudi |
| 1977      | All England       | Herrendoppel | 1     | Tjun Tjun / Johan Wahjudi |
| 1978      | All England       | Herrendoppel | 1     | Tjun Tjun / Johan Wahjudi |
| 1979      | All England       | Herrendoppel | 1     | Tjun Tjun / Johan Wahjudi |
| 1980      | All England       | Herrendoppel | 1     | Tjun Tjun / Johan Wahjudi |
| 1981      | All England       | Herrendoppel | 2     | Tjun Tjun / Wahjudi       |

## Referenzen
- Sam Setyautama: Tokoh-tokoh etnis Tionghoa di Indonesia, 2008, ISBN 9789799101259

| Personendaten    | Personendaten                  |
| ---------------- | ------------------------------ |
| NAME             | Tjun, Tjun                     |
| ALTERNATIVNAMEN  | 梁春生; Liang Chunsheng        |
| KURZBESCHREIBUNG | indonesischer Badmintonspieler |
| GEBURTSDATUM     | 4. Oktober 1952                |
| GEBURTSORT       | Cirebon                        |